# 111釘孤枝
111釘孤枝（「釘孤枝」【台羅：tìng-koo-ki】は台湾語で「2人対戦、1対1対戦」を指す）は、台湾民衆党が2025年1月11日の司法の日の午後2時に、台北市中正区の中正記念堂園区内自由広場および中山南路沿いで開催した抗議活動である。この活動は、同党の元主席柯文哲が汚職容疑で勾留および面会禁止措置を受けていることに対する支援を表明し、司法の正義を訴えることを主な目的として行われた。参加者には民衆党の支持者、中国国民党の立法委員、およびその他の超党派の人物が含まれ、また中華統一促進党のメンバーもいた。現場では「一中枠組みの維持」などのスローガンが掲げられた。
このイベントは「定点集会」の形で行われ、プログラムには、市民講座や行動劇、社会的有識者および超党派によるスピーチ、さらに中国国民党と台湾民衆党の議会代表やゲストによる発言が含まれ、最後に行動宣言と締めくくりが行われた。

## 背景
台北市の元市長であり、台湾民衆党の元主席である柯文哲は、京華城汚職事件および政治献金横領事件に関与したとして、台北地方裁判所により勾留および面会禁止措置が決定された。民衆党は、この事件を民進党政府による司法介入と見なし、司法の日に抗議活動を行うことを決定した。

## 経過
2025年1月3日、民衆党代理主席黄国昌は、1月11日に全国総動員を行い、支持者を台北自由広場に集結させると発表した。
活動前、「小草（柯文哲支持者）」のグループ内で「柯文哲支援ネット著名人リスト」が拡散された。このリストには150人以上のインフルエンサーの名前が記載されており、中には館長や愛莉莎莎といった著名人も含まれていた。また、リストにはネット有名人の八炯も含まれていた。八炯はその後、自身がこの招待を受けたことを確認し、驚きを表明した。彼はSNSで、「自分が『小草』として柯文哲支持インフルエンサーになったのか」とユーモアを交えて投稿した。
台中市の参加者は、2025年1月11日午前9時に約2000人が集結し、43台の観光バスで台北の活動に向かった。加えて、台南市の党部は10台のバスを手配し、屏東県の党部は2台、新竹党部は4台のバスを手配した。

## 論争

### 人数統計
民衆党は今回の活動の参加人数が15万人に達したと主張したが、その数字には疑問の声が上がった。四叉貓は現地で人数を推定し、約1.5万人と算出、主催者が提供したデータには誇張が含まれる可能性があると指摘した。
医師で作家の楊斯棓は、ソフトウェアMapCheckingを使用して科学的な推定を行った。活動エリアの面積と人混み密度を基に計算し、1平方メートルに2人が収容される場合、現地人数は約15,895人と推定。1平方メートルに4人の場合でも最大31,790人と算出された。この推定データは、民衆党が主張する15万人という数字とは大きな差があり、主催者の人数統計に誇張がある可能性を示唆している。
台北市議員鍾小平もまた、警察に問い合わせた結果、現地人数は約1万人から1.6万人程度であると述べた。
民進党のスポークスマン吳靜怡は、このような誇張された人数の発表は科学的誠実さに反し、「流量詐欺」であると批判した。また、民衆党が虚偽のデータで「偽の高揚感」を作り出し、司法に圧力をかけ、柯文哲の政治的影響力を示そうとしていると指摘。この行為が司法の公正さへの社会的信頼を損なう可能性があると警告した。さらに、民衆党の誇張されたデータはその公信力を損なうものであり、党は参加者に責任を持ち、不実なデータで世論を混乱させるべきではないと述べた。

### 統派参加
統派の人々がこのイベントに参加し、「一つの中国の枠組みを守る」という白い布を掲げ、その下に「両岸平和発展フォーラム」という名義を記載していた。中華統一促進党の元会長林正杰はこのイベントで発言し、検察の行動を強く批判し、群衆に反抗するよう呼びかけ、さらには検察官が案件の詳細を説明できなければ、臺灣臺北地方檢察署に抗議に行くべきだとし、「地方検察署を焼くべきだ」とも述べた。
インフルエンサー四叉貓と医師の史書華は、イベント当日、民衆党のイベントの向かいにある国家図書館で現場の状況を観察し、ライブ配信を行った。史書華は、統促党に関する質問をしていた際、国民党の元新北市議員で新党の党員である金介壽に話を遮られ、「台湾の害悪だ」と批判された。金介壽は自称国民党の終身党員であり、史書華の発言に不満を示し、史書華には民進党の党部に抗議に行くよう勧めたが、史書華が金介壽に反共かどうか尋ねると、金介壽は無回答でその場を立ち去った。その後、史書華は、自分がこの行動に出た目的は四叉貓を保護し、現場の状況を観察することであり、参加者の中には統一戦線の影響を受けている可能性があると批判した。彼は、イベント内で「司法不公、統一有理」という統促党のスローガンが登場したことに触れ、台湾人民は統戦に警戒し、民主主義と自由を守るべきだと強調した。

### スローガン
一部の支持者は「法学部は司法の世界から出て行け」「弁護士制度は吸血鬼を廃止せよ」といったスローガンを自作し、司法制度に対する不満を表明した。これに対して、弁護士の吳俊達はソーシャルメディアでこのスローガンについて「スローガンの内容が誰によって考えられたのか分からないが、非常に創造的だが、実際には非常に愚かであり、おそらく国昌主席に事前に確認されていなかっただろう」と批判した。

### 食事の提供
イベント終了後、一部の参加者は深坑老街に立ち寄って食事をし、「一日食べ歩きツアー」となっているのではないかと疑われた。台中市党部の主委である江和樹は、イベント中に食事を提供したとして非難され、この行動は参加者への「おもてなし」と解釈された。江和樹はその後、食事を提供したわけではなく、参加者に自分で昼食を手配させたと説明した。また、もし公共資金を使って食事を提供した証拠があれば、直ちに議員職を辞職すると述べた。